# Бересняги
Бересняги́ (укр. Бересняги) — село в Каневском районе Черкасской области Украины.
Население по переписи 2001 года составляло 97 человек. Занимает площадь 0,88 км². Почтовый индекс — 19016. Телефонный код — 4736.

## Известные уроженцы
- Голодняк, Пётр Михайлович — Герой Советского Союза.

## Местный совет
19016, Черкасская обл., Каневский р-н, с. Козаровка